# Albert Bliemeister
Albert Bliemeister (* 31. Dezember 1900; † 1987) war ein deutscher Jurist.
Albert Bliemeister wurde in Rechtswissenschaften promoviert. Er war von 1926 bis 1927 am Oberlandesgericht Frankfurt am Main und Amtsgericht Marienberg im Westerwald sowie von 1927 bis 1928 beim Landesfinanzamt Kassel, den Hauptzollämtern in Aachen und Wiesbaden sowie beim Landesfinanzamt Breslau tätig. Nach Verwendungen beim Landesfinanzamt Oldenburg (1929–1931), Hauptzollamt Aachen (1931–1935), Oberfinanzdirektion Breslau (1935–1939), Reichsmonopolamt für Branntwein in Berlin (1940–1941) war er von 1941 bis 1946 beim Oberfinanzpräsidium Bremen tätig.
Nach Kriegsende wurde er 1946 beim Hauptzollamt Oldenburg eingesetzt. 1951 wechselte er in das Bundesfinanzministerium.
Bliemeister war von 30. Januar 1956 bis 31. Mai 1962 Richter am Bundesfinanzhof.